# Acció Popular de Guinea Equatorial
Acció Popular de Guinea Equatorial (APGE) és una formació política de Guinea Equatorial alineada en l'oposició al govern de Teodoro Obiang. Els seus principals representants han estat Miguel Eson Eman i Casiano Masi Edu. El partit compta amb una organització de "Noves Generacions" El seu anterior secretari general va ser Miguel Esopo Eman.
L'agost de 1998 va participar en l'anomenat "Pacte Democràtic General per a la Reconciliació Nacional, Governabilitat i Estabilitat Política de Guinea Equatorial", al costat de la Convergència per a la Democràcia Social (CPDS), el Moviment per a l'Autodeterminació de l'Illa de Bioko (MAIB) i el Partit de la Coalició Democràtica de Guinea Equatorial (PCD).
Va participar en la creació a Madrid l'agost de 2003 del Govern de Guinea Equatorial en l'Exili, després de l'acord amb altres dues formacions de l'oposició política, el Partit del Progrés de Guinea Equatorial (PP) i el Partit Liberal de Guinea Equatorial (PL). Posteriorment, el gener de 2005, també s'integrarà en la coalició Demòcrates pel Canvi per a Guinea Equatorial.
Actualment és dirigida per Carmelo Mba Bakale, un excapdavanter de la formació política d'oposició PP, qui després de la seva sortida va formar la Unió de Centre Dreta de Guinea Equatorial en 2004. En 2006 un congrés a la ciutat de Bata el va escollir com a nou cap de l'APGE. Va participar en les eleccions generals de Guinea Equatorial de 2008, sin conseguir representación.